# Ludwig von Weltzien

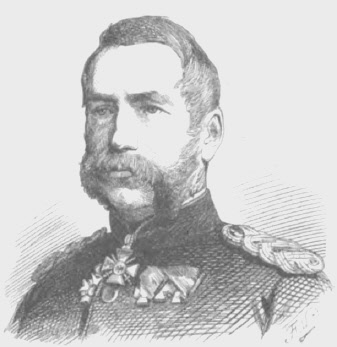
Ludwig von Weltzien

Peter Friedrich Ludwig von Weltzien (* 1. April 1815 in  Bockhorn; † 16. Oktober 1870 in Wiesbaden) war ein preußischer Generalleutnant.

## Leben
Er war der Sohn des oldenburgischen Majors Maximilian von Weltzien (1776–1852) und dessen Ehefrau Johanna, geborene von Reiche (1789–1847), einer Schwester des Generals Ludwig von Reiche.
Weltzien besuchte das Mariengymnasium Jever und trat am 21. Juni 1829 als Freiwilliger in das Infanterieregiment des Großherzogtums Oldenburg ein. Dort wurde er am 30. Dezember 1832 zum Sekondeleutnant befördert und besuchte von 1834 bis 1837 die Allgemeine Kriegsschule in Berlin. Seit 1836 war er Mitglied des Corps Vandalia Rostock und seit 1837 des Corps Hanseatia Rostock. 1840 wurde er in den Brigadestab versetzt und 1841 zum Premierleutnant befördert.
1839 trat er in den soeben gegründeten Literarisch-geselligen Verein ein und beteiligte sich aktiv an der damals aufblühenden Mäßigkeitsbewegung. 1844 wurde Weltzien auch Kammerjunker und begleitete 1846/48 den Großherzog August auf die Universität Leipzig. 1848 nahm er als Brigadeadjutant und 1849 als Hauptmann im Generalstab der Reserve-Division am Krieg gegen Dänemark teil. Dabei kam Weltzien während der Vorpostengefechte auf den Düppeler Höhen zum Einsatz und erhielt später dafür das Ritterkreuz des Wilhelmsordens.
1853 wurde er mit den Verrichtungen des Brigademajors und mit der Direktion der oldenburgischen Militärschule beauftragt. 1855 avancierte Weltzien zum Kompaniechef und Kammerherrn. Nach seiner Beförderung zum Major wurde er am 1. Februar 1859 für zwei Jahre als Militärbevollmächtigter zur Militärkommission des Deutschen Bundes in Frankfurt am Main kommandiert. In dieser Eigenschaft Mitte März 1860 zum Oberstleutnant befördert, wurde Weltzien nach seiner Rückkehr in den Truppendienst als Bataillonskommandeur verwendet. Am 1. Januar 1862 stieg er zum Oberst und Regimentskommandeur auf. Seit 30. April 1865 Generalmajor, war Weltzien als Nachfolger von Wilhelm von Ranzow Kommandeur des Oldenburgischen Truppenkorps und Kommandeur der Oldenburgisch-Hanseatischen Brigade. Im nächsten Jahre führte er diese Brigade im Deutschen Krieg als Teil der preußischen Main-Armee gegen Österreichs süddeutsche Verbündete und kämpfte im Gefecht bei Werbach gegen die Badische Division. Für seine Leistungen erhielt Weltzien das Ehrenkomturkreuz des Haus- und Verdienstordens des Herzogs Peter Friedrich Ludwig mit den Schwertern sowie vom preußischen König Wilhelm I. den Roten Adlerorden II. Klasse mit Eichenlaub und Schwertern.
Als darauf das gesamte oldenburgische Bundeskontingent im Rahmen der Militärkonvention mit Preußen in den Verband der Preußischen Armee übertrat, wurde Weltzien am 25. September 1867 dem Stab der 15. Division in Köln attachiert. Seit dem 22. März 1868 Generalleutnant, wurde Weltzien am 8. April 1869 mit der Führung der Geschäfte der Division beauftragt. Mit Beginn des Krieges gegen Frankreich erfolgte seine Ernennung zum Kommandeur dieses Großverbandes. Er kämpfte am 18. August in der Schlacht bei Gravelotte. Während der Belagerung von Metz, für die Weltzien das Eiserne Kreuz II. Klasse erhielt, erkrankte er an Typhus. Die Trauer um den Tod seines einzigen Sohnes Peter, der als Kriegsfreiwilliger bei Gravelotte gefallen war, verschlimmerte die Erkrankung, an der er am 16. Oktober 1870 in Wiesbaden verstarb.

## Familie
Seit dem 4. August 1847 war Weltzien mit Marianne geb. Brockhaus (1829–1919) verheiratet, Tochter des Buchhändlers und Verlegers Friedrich Brockhaus. Das Paar hatte folgende Kinder:
- Peter (1852–1870)
- Helene (1849–1897) ⚭ 1872 Arnold Woldemar von Frege-Weltzien (1841–1916)
- Elisabeth (1850–1881) ⚭ 1872 Rudolf Marschall von Bieberstein (1840–1915)

## Werke
- Kurzer Lebensabriß des Marschalls Moritz von Sachsen und Auszüge aus seinen Betrachtungen über die Kriegskunst, aus einem am 6. Dezember 1865 in der militärischen Gesellschaft zu Oldenburg vom General von Weltzien gehaltenen Vortrage. Oldenburg 1867.
- Militairische Studien aus Oldenburgs Vorzeit und Geschichte des Oldenburgischen Contingents. Oldenburg 1858. (DNB 578298775) Digitalisat der Landesbibliothek Oldenburg

## Herausgeber
- Der Branntwein-Feind. Oldenburg 1845.
- Memoiren des königlich preußischen Generals der Infanterie Ludwig von Reiche. Herausgegeben von seinem Neffen Louis von Weltzien. 2 Bände, Leipzig 1857, Teil 1, Teil 2